# Busto do Monsenhor Pedro de Foix Montoya
O Busto do Monsenhor Pedro de Foix Montoya é um retrato esculpido em mármore pelo artista italiano Gian Lorenzo Bernini. Produzido entre 1621 e 1622, assenta-se no interior de um túmulo criado pelo arquiteto Orazio Torriani para Montoya, um advogado espanhol de Roma. Originalmente, o túmulo ficava em uma das Igrejas Nacionais da Espanha em Roma, a Igreja de Nossa Senhora do Sagrado Coração, mas foi transferido no século XIX quando a igreja deixou de ser possessão espanhola. Atualmente, localiza-se no refeitório anexo à Igreja de Santa Maria de Montserrat dos Espanhóis.